# Zevenhuizen (Zuidplas)
Zevenhuizen est un village situé dans la commune néerlandaise de Zuidplas, en province de Hollande-Méridionale. Au 1er janvier 2007, le village compte 6 610 habitants.

## Histoire
Zevenhuizen est une commune indépendante jusqu'au 1er janvier 1991, date à laquelle elle fusionne avec Moerkapelle pour former la commune de Moerhuizen, renommée Zevenhuizen-Moerkapelle l'année suivante. Depuis 2010, le village fait partie de la commune de Zuidplas.

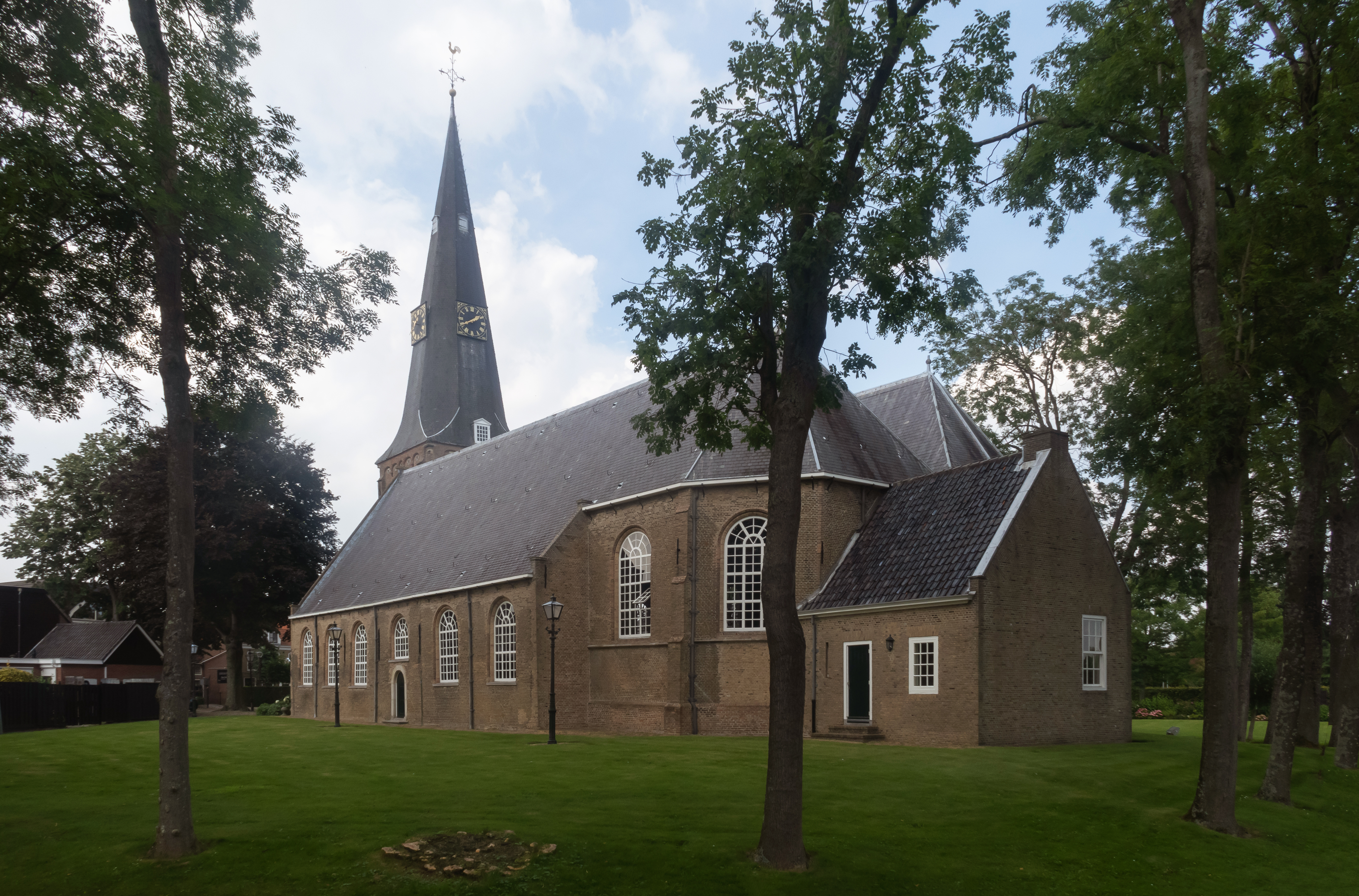
Zevenhuizen, l'église.
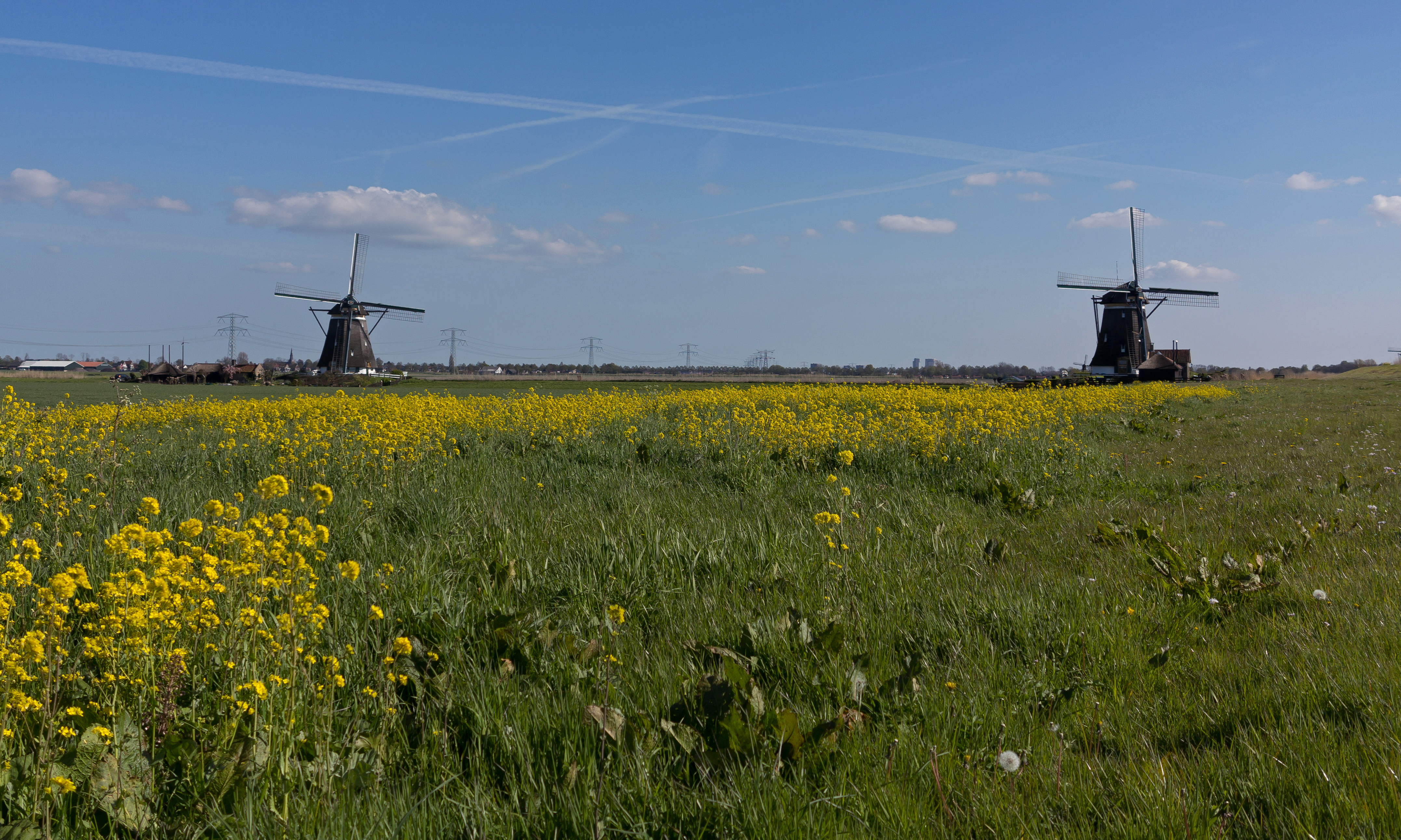
Les moulins : de Tweemanspolder Molen No. 1 et 2.
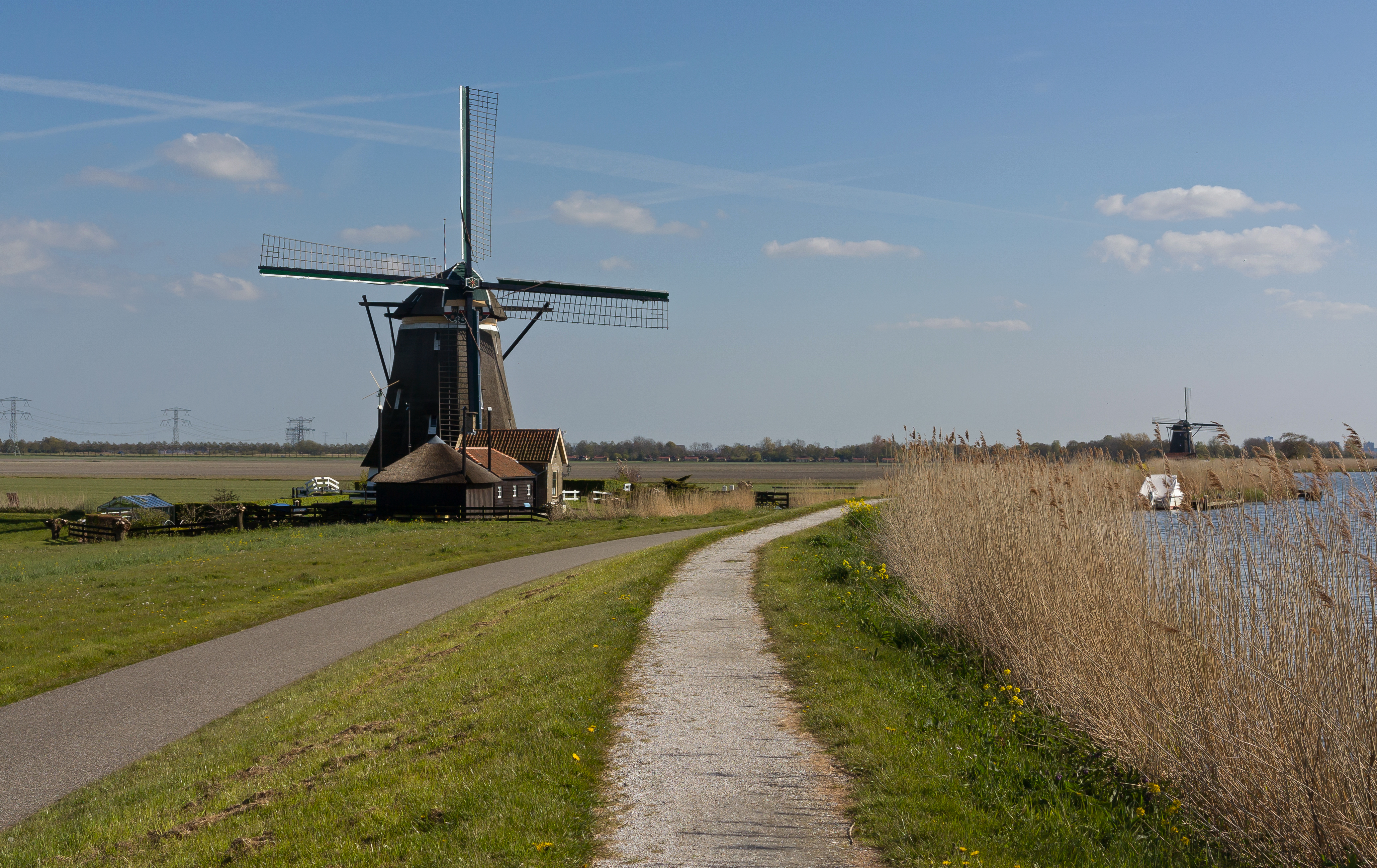
Le moulin : de Tweemanspolder Molen No. 3.
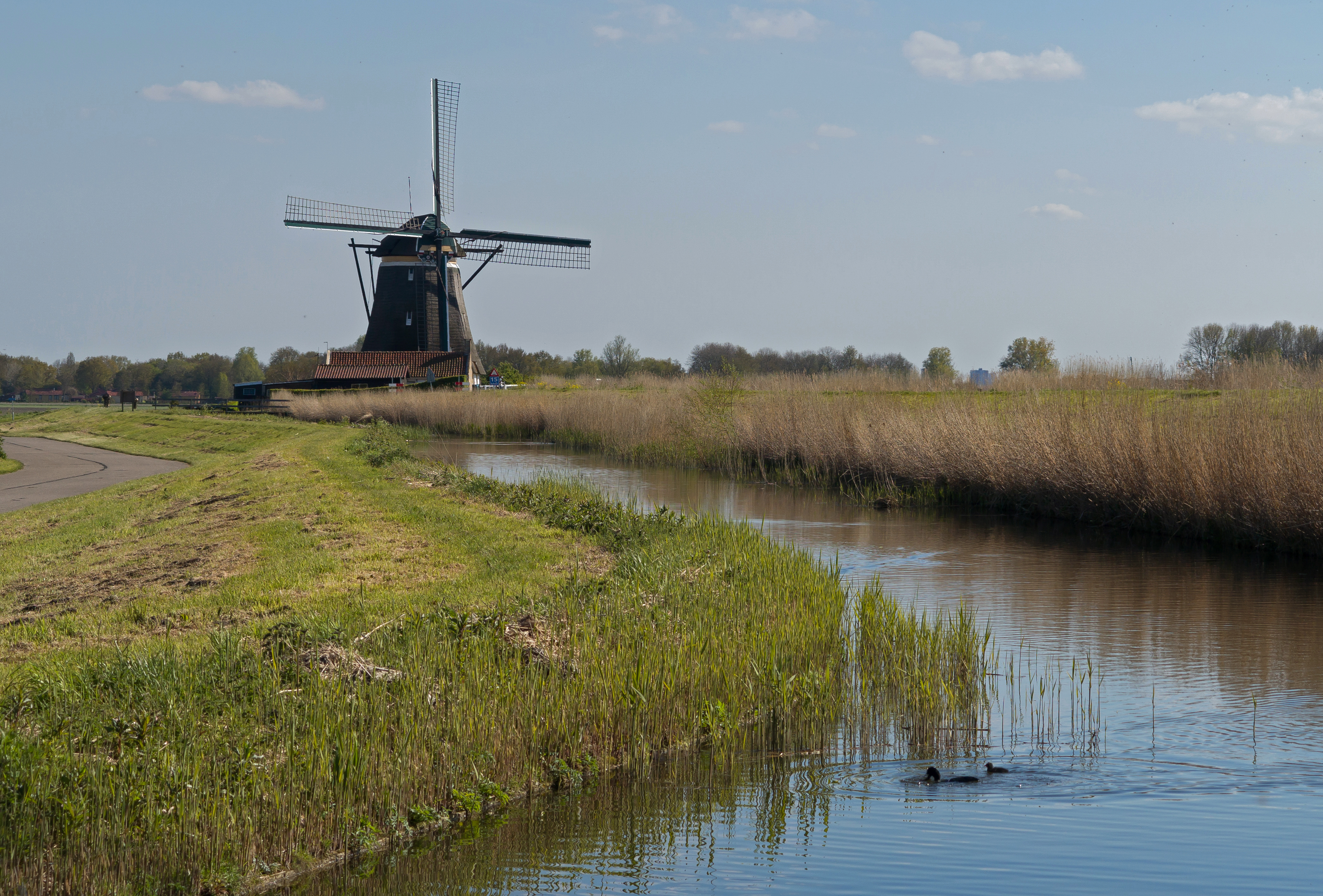
Le moulin : de Tweemanspolder Molen No. 4.